# 洪聖沙站
洪圣沙站是广州地铁7号线的一个未开通的车站，位於中国广东省广州市黄埔区洪圣沙岛西侧的地底。
目前车站土建及机电工程已大致基本完成，但车站所在的洪圣沙岛仍未得到有效开发，各项市政配套设施亦未完成建设，因此车站不具备开通条件，本站无法与7号线二期同步开通，现时7号线列车均不停靠通过本站。车站需要留待洪圣沙岛得到有效开发后才会启用。

## 车站结构

### 车站楼层
由于车站两端均为珠江，且为了配合路轨过江深度要求，因此本站共设有三层。其中地面为车站出入口以及规划道路；地下一层为站厅；地下二层为设备区；地下三层为7号线站台。
| 地下一层 | 站厅                       | 售票機、客服中心、商店、警务室、安检设施 |  |  |
| 地下二层 | 设备区                     | 车站设备                                 |  |  |
| 地下三层 | 2 站台                     | █7号线 美的大道方向（下站：长洲）        |  |  |
|          | 岛式站台（卫生间、母婴室） |                                          |  |  |
|          | 1 站台                     | █7号线 燕山方向（下站：裕丰围）          |  |  |

### 站台
本站设有一个岛式站台，位于洪圣沙岛西侧的地底。
車站月台已完成土建工程以及装修，并已裝有屏蔽門、扶梯和專用電梯以及必要的設備。现时7号线列車減速通過本站，屏蔽門前方亦被遮擋，使得車上乘客在過站時無法觀察到车站月台。

### 出入口
洪圣沙站在规划时设有4个出入口供乘客进出，现时该站已建成A、C两个出入口。
|      |      |      |          |                  |
| 編號 | 设施 | 照片 | 出口指示 | 建議前往的目的地 |
| A    |      |      |          | （未启用）       |
| C    |      |      |          | （未启用）       |

## 历史
7号线在前期规划阶段往黄埔的走线虽然都会经过洪圣沙岛，但并未在岛上设置站点，直到2016年才落实在岛上设站。最终本站得以列入7号线二期工程进行建设。同时为配合本站的设置，车站原址的业主广州港股份有限公司将洪圣沙岛交由黄埔区土地开发中心收储。
2019年4月18日，本站正式开工建设；2020年4月下旬，本站完成主体围护结构施工。2021年5月，本站主体结构顺利封顶，为7号线二期首个封顶的车站。2023年10月31日，本站完成“三权”移交。